# Edward Lane (cầu thủ bóng đá)
Edward Lane (1908 — sau năm 1935) là một cầu thủ bóng đá người Anh thi đấu ở vị trí hậu vệ. Sau thời gian ngắn thi đấu cho West Bromwich Albion và Notts County, ông gia nhập Cardiff City có 34 trận đấu ở mùa giải 1934-35 trước khi bị giải phóng hợp đồng.